# Praça dos Pioneiros
 Coordenadas : minutos ou segundos > 60
A Praça dos Pioneiros é uma praça situada na cidade de Naviraí, Mato Grosso do Sul. 
É uma das praças mais modernas da cidade e está situado nos altos da Avenida Amélia Fukuda ao lado da Santa Casa de Misericórdia de Naviraí. 
A praça possui bancos, tenda, e luminárias ornamentais. em uma área total de 2.780m².